# Tetraponera rufipes
Tetraponera rufipes är en myrart som först beskrevs av Jerdon 1851.  Tetraponera rufipes ingår i släktet Tetraponera och familjen myror. Inga underarter finns listade i Catalogue of Life.